# Ђиволето
Ђиволето (итал. Givoletto) је насеље у Италији у округу Торино, региону Пијемонт.
Према процени из 2011. у насељу је живело 3557 становника. Насеље се налази на надморској висини од 440 м.

## Становништво
| 1936. | 1951. | 1961. | 1971. | 1981. | 1991. | 2001. | 2011. |
| ----- | ----- | ----- | ----- | ----- | ----- | ----- | ----- |
| 615   | 571   | 458   | 996   | 1.740 | 1.987 | 2.188 | 3.640 |